# Valiollah Fallahi
Valiollah Fallahi (1931 – 29 de septiembre de 1981) fue un militar y figura prominente durante la Guerra Irán-Irak.

## Carrera
Fallahi sirvió como comandante de las fuerzas terrestres. Hasta junio de 1980 fue comandante adjunto del Estado Mayor del Ejército. Fue designado por el presidente Abolhasán Banisadr como jefe del Estado Mayor ese mismo mes.

## Muerte

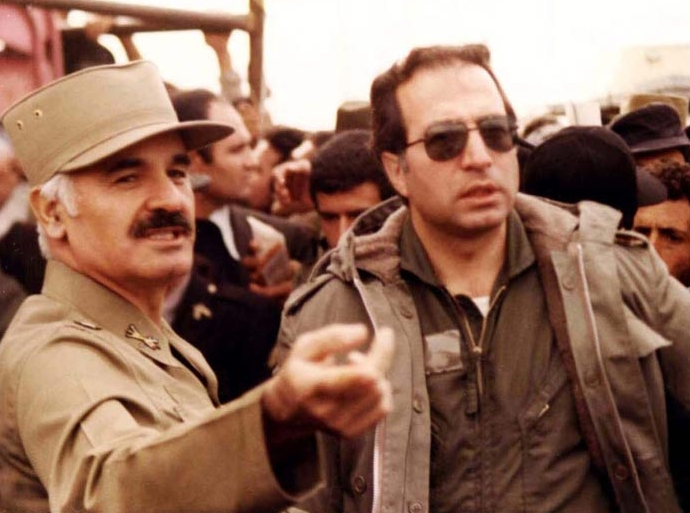
Fallahi con el general Yavad Fakurí (derecha), comandante de la Fuerza Aérea de Irán. Ambos murieron en el mismo accidente aéreo.

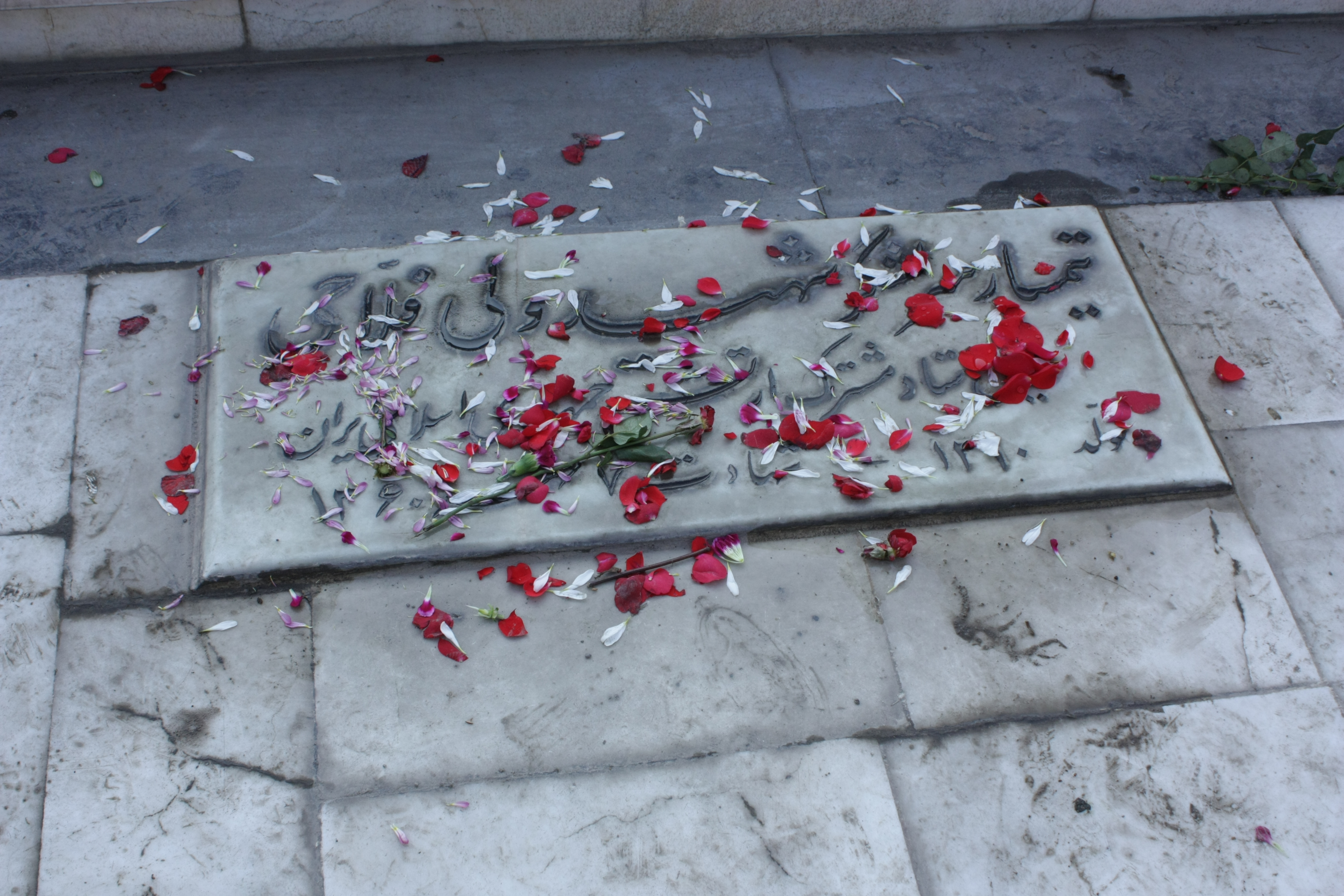
Tumba de Fallahi.

El 29 de septiembre de 1981, murió con varios comandantes superiores entre ellos el general Yavad Fakurí (comandante de la Fuerza Aérea), el general Yousef Kolahdouz (comandante interino de los Cuerpos de la Guardia Revolucionaria Islámica), el general de brigada Mousa Namjoo (ministro de Defensa) y el comandante Mohammad Jahanara en un accidente de avión el cual cayó después de despegar de Ahvaz.